# Спрингфілд (Джорджія)
Спрингфілд (англ. Springfield) — місто (англ. city) в США, в окрузі Еффінгем штату Джорджія. Населення — 2703 особи (2020).

## Географія
Спрингфілд розташований за координатами 32°21′51″ пн. ш. 81°18′28″ зх. д. / 32.36417° пн. ш. 81.30778° зх. д. (32.364138, -81.307867). За даними Бюро перепису населення США в 2010 році місто мало площу 7,14 км², уся площа — суходіл.

## Демографія
Згідно з переписом 2010 року, у місті мешкали 2852 особи в 834 домогосподарствах у складі 608 родин. Густота населення становила 399 осіб/км². Було 920 помешкань (129/км²).
Расовий склад населення:
| - 67,4 % — білих - 28,7 % — чорних або афроамериканців - 0,6 % — корінних американців - 0,4 % — азіатів - 0,1 % — вихідців з тихоокеанських островів - 1,5 % — осіб інших рас |

До двох чи більше рас належало 1,4 %. Частка іспаномовних становила 2,8 % від усіх жителів.
За віковим діапазоном населення розподілялося таким чином: 23,6 % — особи молодші 18 років, 63,5 % — особи у віці 18—64 років, 12,9 % — особи у віці 65 років та старші. Медіана віку мешканця становила 32,3 року. На 100 осіб жіночої статі у місті припадало 127,8 чоловіків; на 100 жінок у віці від 18 років та старших — 131,6 чоловіків також старших 18 років.
Середній дохід на одне домашнє господарство становив 52 560 доларів США (медіана — 45 417), а середній дохід на одну сім'ю — 50 096 доларів (медіана — 42 454). Медіана доходів становила 45 885 доларів для чоловіків та 31 361 долар для жінок. За межею бідності перебувало 13,9 % осіб, у тому числі 21,8 % дітей у віці до 18 років та 3,2 % осіб у віці 65 років та старших.
Цивільне працевлаштоване населення становило 1012 особи. Основні галузі зайнятості: освіта, охорона здоров'я та соціальна допомога — 16,3 %, роздрібна торгівля — 14,7 %, виробництво — 14,0 %.